# Gabrieli Consort & Players
Les Gabrieli Consort & Players sont un ensemble britannique de musique de la Renaissance et de musique baroque sur instruments anciens (period instruments) fondé en 1982.

## Historique
L'ensemble Gabrieli Consort & Players a été fondé en 1982 à Manchester en Angleterre par Paul McCreesh,,,.
Il tire son nom d'Andrea Gabrieli et de son neveu Giovanni qui dominaient la vie musicale de la Venise du XVIe siècle.
L'ensemble a gagné les faveurs de la critique durant ses dix premières années d'existence par ses spectaculaires reconstitutions d'œuvres musicales composées pour de grands événements historiques de la Renaissance,, en particulier son enregistrement A Venetian Coronation Ceremony 1595 sorti en 1990.

## Répertoire
Le répertoire initial de l'ensemble, centré sur Monteverdi et Gabrieli, s'élargit ensuite aux oratorios et opéras de Haendel, à une reconstruction de la Missa Salisburgensis de Heinrich Biber, à des œuvres de Bach, Palestrina, Praetorius, Morales, Purcell, etc...
Son intérêt pour le répertoire baroque moins souvent interprété et pour le répertoire de la fin de la Renaissance l'a conduit à des représentations et enregistrements de l'Officium Defunctorum de Victoria (1605), de la Lutheran Mass for Christmas Morning de Praetorius et de la Missa Salisburgensis de Biber.

## Distinctions
L'ensemble a reçu de nombreuses distinctions au fil des années,, :
- 1993 : Gramophone Award for Early Music pour l'enregistrement des Vêpres Vénitiennes (Venitian Vespers) ;
- 1999 : Diapason d'or pour la reconstruction de la Messe de l'Épiphanie de Bach ;
- Diapason d'Or, Deutschen Schallplattenpreis et Edison Award pour des enregistrements de musiques de Palestrina et Praetorius ;
- « Choc » du Monde de la Musique pour le Requiem pour Philippe II ;
- Gramophone Record of the Month pour l'enregistrement du Messie de Haendel.

## Discographie
Paul McCreesh et les Gabrieli Consort & Players enregistrent principalement pour le label Archiv de l'éditeur Deutsche Grammophon, à l'exception de trois disques sortis en 2011-2012 chez Signum.
- 1993 : Venetian Vespers de Monteverdi, Rigatti, Grandi, Cavalli
- 1996 : Mass for the Feast of St. Isidore of Seville de Cristobal de Morales
- 1998 : Epiphany Mass de Bach
- 1999 : Solomon de Georg Friedrich Haendel
- 1999 : Christmas Vespers de Heinrich Schütz
- 2001 : A Venetian Christmas
- 2002 : Ode for St. Cecilia's Day de Henry Purcell
- 2004 : Saul de Haendel
- 2005 : Paride ed Elena de Gluck
- 2005 : Great Mass in C minor de Mozart
- 2005 : Vespro della beata vergine de Claudio Monteverdi
- 2008 : The Creation de Joseph Haydn
- 2011 : Vespers of 1610 de Monteverdi
- 2011 : Messiah de Haendel
- 2011 : Grande Messe des Morts de Hector Berlioz
- 2012 : A New Venetian Coronation, 1595
- 2012 : Elijah, 1846 de Mendelssohn
- 2013 : Great Mass in C minor; Exultate, Jubilate de Mozart